# Androne di Alicarnasso
Androne di Alicarnasso (in greco antico: Ἄνδρων?, Ándrōn; Alicarnasso, IV secolo a.C. – ...) è stato uno storico greco antico.

## Biografia
Androne, indicato concordemente dalle fonti come nativo di Alicarnasso, dovrebbe essere vissuto, secondo gli studi, nel IV secolo a.C.

## Syngenikà
Dell'opera di questo logografo, i Syngenikà, non sappiamo in quanti libri, restano 19 frammenti (3 dei quali di incerta attribuzione). L'opera doveva trattare, come indica il titolo, i miti riguardanti le stirpi eroiche imparentate tra loro: dai frammenti traspare una registrazione di tipo genealogico-cronografico, con una speciale attenzione agli Eoli e ad Atene.

## Edizioni
- (DE, GRC) Felix Jacoby, 10, in Die Fragmente der griechischen Historiker, Berlino, Weidmann, 1923-1958.